# Agroeca inopina
Agroeca inopina är en spindelart som beskrevs av O. Pickard-Cambridge 1886. Agroeca inopina ingår i släktet Agroeca och familjen månspindlar. Inga underarter finns listade i Catalogue of Life.